# Zapas cykliczny
Zapas cykliczny (bieżący) – zapas aktywny części produktów nabywanych w dużych ilościach, wykorzystywany do produkcji lub sprzedaży, stopniowo zużywanych i po jakimś czasie nabywanych ponownie. Można go podzielić na:
- zapas operacyjny – elementy i półwyroby znajdujące się aktualnie w obróbce i montażu,
- zapas międzyoperacyjny – elementy i półwyroby znajdujące się w transporcie i na składowiskach międzyoperacyjnych.